# 山口りゅう
山口 りゅう（やまぐち りゅう、1973年11月2日 - ）は、日本の男性声優。山口県出身。本名は久保田 泰弘（くぼた やすひろ）。ぷろだくしょんバオバブ所属。

## 人物
資格は普通自動車免許。特技はサッカー、ボウリング。趣味は料理。方言は山口弁。
元お笑い芸人であり、「ブラック団」というコンビで活動していた。その当時の相方は現在は、居酒屋を2件経営する実業家として活動している。

## 出演

### テレビアニメ
2007年
- 獣神演武 -HERO TALES-（玄狼党員）
- スカイガールズ（幹部、高官）

2008年
- 狂乱家族日記（声1）

2009年
- 銀魂（2009年 - 2011年、党員C、チャーハン、層安、金貸し）- 2シリーズ
- 黒執事（ボス）
- ささめきこと（マシュー）
- BLEACH（死神、幹部B）

2010年
- SDガンダム三国伝 Brave Battle Warriors（典韋アッシマー、兵士、曹操軍部隊長）
- COBRA THE ANIMATION（フランク）
- 薄桜鬼（2010年 - 2016年、天霧九寿）- 3シリーズ
- バトルスピリッツ 少年激覇ダン（イージス艦艦長）
- バトルスピリッツ ブレイヴ（2010年 - 2011年、町人B、幹部C、庶民魔族）
- HEROMAN（ボーズ）
- 四畳半神話大系（カサゴ店主）

2011年
- 機動戦士ガンダムAGE（2011年 - 2012年、兵士、ビシディアン、連邦軍兵士）
- これはゾンビですか?（悪魔のようなサンタクロース）
- ルパン三世 血の刻印 〜永遠のMermaid〜（部下B）

2012年
- アクエリオンEVOL（アルテアの男）
- 灼眼のシャナIII（“憚懾の筦”テスカトリポカ）
- じょしらく（競り人の声）

2016年
- クレヨンしんちゃん（こわもての客、ゴロツキA）
- バトルスピリッツ ダブルドライブ（店主C）

2017年
- 名探偵コナン（2017年 - 2025年、福田為夫、碓井克徳）
- 将国のアルタイル（トリスタン・バレ）

2018年
- バジリスク 〜桜花忍法帖〜（緋文字火送）
- バキ（警官）

2021年
- 新幹線変形ロボ シンカリオンZ（超進化研究所 伊予西条支部指令長・瀬戸ヒノデ）

2022年
- ルパン三世 PART6（ルイス）
- BLEACH 千年血戦篇（2022年 - 2023年、ペペ・ワキャブラーダ） - 2シリーズ

2024年
- 逃げ上手の若君（高師泰）

### 劇場アニメ
- とある飛空士への追憶（2011年、フェルナンド[6]）
- チベット犬物語 〜金色のドージェ〜（2012年、部下）
- 劇場版 薄桜鬼 第一章 京都乱舞（2013年、天霧九寿[7]）
- 劇場版 薄桜鬼 第二章 士魂蒼穹（2014年、天霧九寿[8]）

### OVA
- 機動戦士ガンダムUC（2011年、副官、機付長）
- 薄桜鬼 雪華録（2011年、天霧九寿）

### Webアニメ
- クレヨンしんちゃん外伝 エイリアン vs. しんのすけ（2016年、田中 / 脱獄二郎）
- クレヨンしんちゃん外伝 おもちゃウォーズ（2016年、ナレーション）
- クレヨンしんちゃん外伝 家族連れ狼（2017年、男A）
- 無限の住人-IMMORTAL-（2019年、珠﨑）

### ゲーム
2008年
- 薄桜鬼 〜新選組奇譚〜（天霧九寿）

2009年
- テイルズ オブ ヴェスペリア（ギルド員、オーマ）※PS3版

2010年
- 斬撃のREGINLEIV（狂戦士C、エインヘイリヤルB）
- ぱすてるチャイムContinue（アルフレッド・ドーン）
- 薄桜鬼 遊戯録（天霧九寿）
- SDガンダム三国伝 BraveBattleWarriors 真三璃紗大戦（典韋アッシマー、張郃ザクIII、華雄ザンネック、顔良ガズアル）
- Fallout: New Vegas

2011年
- 薄桜鬼 巡想録（天霧九寿）

2012年
- 薄桜鬼 幕末無双録（天霧九寿）
- 薄桜鬼 遊戯録弐 祭囃子と隊士達（天霧九寿）

2013年
- 薄桜鬼 懐古録（天霧九寿）
- 薄桜鬼 鏡花録（天霧九寿）
- 薄桜鬼SSL 〜sweet school life〜（天霧九寿）

2016年
- 薄桜鬼 真改 風ノ章（天霧九寿）
- 薄桜鬼 真改 華ノ章（天霧九寿）

### ドラマCD
- 飴色パラドックス（須田）
- 淡海乃海 水面が揺れる時〜三英傑に嫌われた不運な男、朽木基綱の逆襲〜（三雲対馬守[14]）
- 神様のメモ帳（岩男）
- 胡鶴捕物帳 第弐巻（池田泰長）
- テイルズ オブ ヴェスペリア 2010 Summer アンソロジードラマCD
- ナイトウィザード ファンブック 「スターダスト・ティアーズ」付属CDボイスドラマ「新訳・星を継ぐ者〜篝〜」（コスモガード連盟エージェント）
- 七色仮面（SP）
- 薄桜鬼 ドラマCD 〜新選組鬼譚〜（天霧九寿）
- -ヒトガタナ-（赤坂の部下）

### ラジオドラマ
- Webラジオ 「みんな友達!戦国バサラジオ」ドラマパート

### 吹き替え

#### 映画
- アドレナリン
- アルティメット・ディザスター（大佐〈ダリン・クーパー〉）
- アルマゲドン2010
- ウォーク・ハード ロックへの階段
- エクスペンダブルズ
- 俺たちチアリーダー!（バーンズコーチ）
- ガーディアンズ・オブ・ギャラクシー:VOLUME 3[15]
- ゴーストバスターズ/フローズン・サマー（ナディーム〈クメイル・ナンジアニ〉[16]）
- 恋人たちのパレード
- ザ・アビス/首都沈没（ホルスト〈クリスチャン・グラショフ〉）
- 三銃士/王妃の首飾りとダ・ヴィンチの飛行船（兵士1）
- ジョン・カーター（男歩哨）
- スター・ウォーズ/スカイウォーカーの夜明け
- セレブな彼女の落とし方（T.J.〈マイケル・マドセン〉）
- ツーリスト
- ドラゴン・アイ（クレッグ/エイゼンホーク）
- ネバーランド PART1 ピーター・パンと魔法の石
- ネバーランド PART2 ピーター・パンとフックの海賊船
- ハリー・ポッターと死の秘宝 PART1（アントニン・ドロホフ〈アーバン・バジラクタラ〉）
- バレッツ
- パンズ・ラビリンス（パン〈ダグ・ジョーンズ〉）
- Mr.ブルックス 完璧なる殺人鬼（ソートン・ミークス “ハングマン”〈マット・シュルツ〉）
- ロシアン・ルーレット（ジョー・ガーバー〈ロナルド・ガットマン〉）

#### ドラマ
- アーロン・ストーン（クロス将軍）
- iCarly
- アンダーカバー・ボス 社長潜入調査
- インジャスティス 〜法と正義の間で〜
- エデンの東（ギアン）
- エレメンタリー ホームズ&ワトソン in NY
- カムバック マドンナ〜私は伝説だ
- キャッスル 〜ミステリー作家は事件がお好き
- クリミナル・マインド FBI行動分析課（リーランド）
- クリミナル・マインド2 FBI行動分析課
- クリミナル・マインド6 FBI行動分析課
- クリミナルマインド 国際捜査班
- サンクチュアリ（ビッグフット）
- CSI:科学捜査班（ヘンドリックス）
- CSI:8 科学捜査班（エミリオ・アルヴァラード）
- CSI:9 科学捜査班
- CSI:12 科学捜査班
- CSI:マイアミ9
- CSI:ニューヨーク5
- SHERLOCK（シャーロック）
- ストライクバック:極秘ミッション
- ダークエイジ・ロマン 大聖堂
- ダメージ
- デスパレートな妻たち5
- ナース・ジャッキー3
- ハリーズ・ロー 裏通り法律事務所
- HAWAII FIVE-0（トゥースピック〈カール・ハーリンガー〉）
- HAWAII FIVE-0 シーズン3
- HAWAII FIVE-0 シーズン4
- ビクトリアス
- 新ビバリーヒルズ青春白書
- ファーゴ3（ユーリ・グルカ）
- フラッシュ・ゴードン（タイラス / ブルガー）
- プリズン・ブレイク（ディヘスース〈ジョン・ウエルタス〉）
- ホテル・ヘル 熱血!再生プロジェクト（フォーシーズンズ・イン オーナー「サンディ・マクドゥイーガル」）
- MAD MEN
- ミディアム6、7 霊能者アリソン・デュボア
- THE MENTALIST メンタリストの捜査ファイル2
- レディプレジデント〜大物（ハ・ボンド〈イム・ヒョンシク〉）

#### アニメ
- アーサー・クリスマスの大冒険（妖精ファーガス）
- アーサーとミニモイの不思議な国
- カンフー・パンダ2（ウルフ門番1）
- スター・ウォーズ/クローン・ウォーズ (テレビアニメ)（船長、ロ＝ターレン）
- スター・ウォーズ: バッド・バッチ（ES-01）
- 長ぐつをはいたネコ（警官隊）
- ヒックとドラゴン

### テレビ番組
- タイムスクープハンター（2014年、NHK） - 人足・隼人

### ナレーション
- 関西テレビ クイズあれ何だっけ?

### CM
- 喧嘩番長6〜ソウル&ブラッド〜

### パチンコ・パチスロ
- グラップラー刃牙PV
- もっと楽シーサー 黒バージョン

### シリーズ一覧
1. ↑  第1期（2009年 - 2010年）、第2期『銀魂’』（2011年）
2. ↑  第1期（2010年）、第2期『碧血録』（2010年）、短編アニメ『〜御伽草子〜』（2016年）
3. ↑  第1クール（2022年）、第2クール『-訣別譚-』（2023年）